# 이돈희
이돈희(李敦熙, 1937년 9월 28일~)는 대한민국의 교육인이다. 제42대 교육부 장관을 역임했다. 본관은 연안이다.

## 학력
- 1950년 : 양산국민학교 졸업
- 1953년 : 부산중학교 졸업
- 1956년 : 동래고등학교 졸업
- 1960년 : 서울대학교 사범대학 교육학, 문학 학사
- 1964년 : 서울대학교 대학원 교육학, 문학 석사
- 1972년 : 미국 미시건 웨인주립대학교 대학원 철학 MA
- 1974년 : 미국 미시건 웨인주립대학교 대학원 교육철학 Ph.D

## 경력
- 1974년 ~ 2003년 : 서울대학교 교육학과 조교수, 부교수, 교수
- 1980년 ~ 1982년 : 서울대학교 사범대학 교육연구소장
- 1985년 ~ 1987년 : 서울대학교 사범대학장
- 1989년 ~ 1993년 : 서울대학교 사범대학 부설 교육행정연수원장
- 1994년 ~ 1998년 : 대통령자문 교육개혁위원회 위원(제2소위 위원장)
- 1995년 ~ 1998년 : 한국교육개발원장
- 1996년 ~ 2000년 : 한국열린교육협의회 이사장
- 1998년 ~ 2000년 : 한국교육학회장
- 2001년 ~ 2004년 : 세계교육협회(WEF) 부회장 겸 한국지회장
- 2001년 ~ 2012년 : 한국열린교육협의회 이사장
- 2002년 ~ 2011년 : (재)한국학중앙연구원 이사
- 1999년 ~ 2000년 : 대통령자문 새교육공동체위원회 위원장
- 2000년 ~ 2001년 : 교육부 장관
- 2002년 ~ 2004년 : 한국사회과학연구협의회장
- 2003년 ~ 현재 : 서울대학교 명예교수
- 2003년 ~ 2008년 : 민족사관고등학교장
- 2006년 ~ 현재 : 대한민국학술원 회원
- 2008년 ~ 2009년 : 대통령자문 국가교육과학기술자문회의 부의장
- 2009년 ~ 2012년 : 단국대학교 석좌교수
- 2013년 ~ 2016년 : 학교법인 숙명학원 이사장
- 2016년 ~ 2017년 : 김포대학교 총장

## 저서

### 주요저서
- 《교육과학의 논리》 , 교육출판사 , 1974
- 《교육철학개론》, 박영사 ,1977
- 《도덕교육원론》, 교육과학사, 1980
- 《교육정의론》, 고려원, 1992
- 《존 듀이 교육론(편역저)》, 서울대학교 출판부, 1992
- 《교육적 경험의 이해》, 교육과학사, 1994
- 《교육사상사 : 동양편》, 학지사, 1997
- 《세기적 전환과 교육학적 성찰》, 교육과학사, 2003
- 《교육과 정치》 - 정치적 중립의 내포와 외연 - , 에듀팩토리, 2016
- 《질성적 사고와 교육적 경험》, 학지사, 2020.

### 공저
- 《현대교육과정론》, 교육과학사, 1977
- 《한국교육학의 성장과 과제》, 한국정신문화연구원 , 1983
- 《현대교육의 이해》, 교육과학사 ,1984
- 《현대대학의 전통과 과제》, 한국정신문화연구원, 1984
- 《교과학 기초연구》, 한국교육개발원, 1997
- 《한국교육사》, 교육과학사, 1997
- 《교육학개론》, 교육과학사, 1998
- 《한국의 교육 70년》, 한국학중앙연구원출판부, 2015
- 《민주주의란 무엇인가?》 학지사, 2022

| 전임 송자 | 제42대 교육부 장관 2000년 8월 31일 ~ 2001년 1월 28일 | 후임 한완상 (부총리 겸 교육인적자원부 장관) |